# Néstor Rambert
Néstor Rambert (Buenos Aires, 8 de agosto de 1942-14 de julio de 2017) fue un futbolista argentino, que se desempeñó como delantero.

## Trayectoria
Debutó en 1962 con el Club Atlético Independiente de Avellaneda. Sin embargo, no perduró mucho allí y fue transferido al Club Atlético Chacarita Juniors, cuyo estadio se encuentra de Villa Maipú. En este cuadro pasó sus mejores años.
En 1966 fue transferido a Racing Club de Avellaneda, clásico rival de su club formador. Comenzó en la reserva, pero luego integró el plantel de Primera División. jugando 8 partidos oficiales. Sin mucha participación, formó la lista de los campeones del Campeonato en 1966, y la Copa Libertadores y Copa Intercontinental en 1967. Aquel equipo fue bautizado «Equipo de José» en honor a Juan José Pizzuti.
Jugó sus últimos años en el Olympique Lyonnais de Francia, hasta su retiro en 1970. Posteriormente fue coordinador de las divisiones inferiores del Club Atlético Independiente, donde formó a futbolistas como el Kun Agüero.

## Vida personal
Es hermano de Ángel Rambert y tío de Sebastián Rambert, ambos futbolistas.

## Palmarés

### Campeonatos nacionales
| Título           | Club        | País      | Año  |
| ---------------- | ----------- | --------- | ---- |
| Primera División | Racing Club | Argentina | 1966 |

### Campeonatos internacionales
| Torneo                | Club        | País    | Año  |
| --------------------- | ----------- | ------- | ---- |
| Copa Libertadores     | Racing Club | Chile   | 1967 |
| Copa Intercontinental | Racing Club | Uruguay | 1967 |